# عصمت هادژیتچ
عصمت هادژیتچ (بوسنیایی: Ismet Hadžić؛ ۷ ژوئیهٔ ۱۹۵۴ – ۱۴ ژوئیهٔ ۲۰۱۵) بازیکن فوتبال اهل بوسنی و هرزگوین بود.
از باشگاه‌هایی که در آن بازی کرده‌است می‌توان به باشگاه فوتبال دینامو زاگرب اشاره کرد.
وی همچنین در تیم ملی فوتبال یوگسلاوی بازی کرده‌است.
وی در مسابقات کشوری و بین‌المللی در مجموع برندهٔ ۱ مدال طلا شده‌است.